# Les Sept Messagers (recueil)
Pour les articles homonymes, voir Les Sept Messagers.
Les Sept Messagers (I sette messaggeri) est le premier recueil de nouvelles de Dino Buzzati, publié à Milan en 1942 chez Arnoldo Mondadori Editore. Certaines nouvelles de ce recueil ont été plus tard reprises dans les recueils Sessanta racconti (en) et La boutique del mistero (it).
La traduction française, qui ne respecte pas la composition exacte du recueil original en italien, paraît en France en 1969 chez Robert Laffont. Certaines nouvelles du choix de l'éditeur français se retrouvent dans  Le K et L'Écroulement de la Baliverna.
La première nouvelle, Les Sept Messagers, donne son titre au recueil qui contient quelques nouvelles appartenant au genre du fantastique.

## Liste des nouvelles
Les nouvelles incluses dans la version française du recueil diffèrent en partie de celles qui se trouvent dans le recueil italien I sette messaggerri.
1. Les Sept Messagers (I sette messaggeri)
2. L'Attaque du grand convoi (L'assalto al Grande Convoglio)
3. Sept étages (Sette piani)
4. Et pourtant on frappe à la porte (Eppure battono alla porta)
5. Le Manteau (Il mantello)
6. Vieux Phacochère (Vecchio facocero)
7. Le Bourgeois ensorcelé (Il borghese stregato)
8. Une goutte (Una goccia)
9. La Chanson de guerre (La canzone di guerra)
10. Le Roi à Horm-El-Haggar (Il re a Horm-el-Hagar)
11. L'Inauguration de la route (L'Inaugurazione della strada)
12. Les Murs d'Anagoor (Le mura di Anagoor)
13. Express (Direttissimo)
14. Grève des téléphones (Scriopero dei telefoni)
15. Bataille nocturne à la Biennale de Venise (Battaglia notturna alla Biennale di Venezia)
16. Grandeur de l'homme (Grandezza dell'uomo)
17. Les Saints (I Santi)
18. Le Critique d'art (Il critico d'arte)
19. Une boule de papier (Una pallottola di carta)
20. La Nouvelle (La notizia)